# Gründungsversammlung des Deutschen Fußball-Bunds

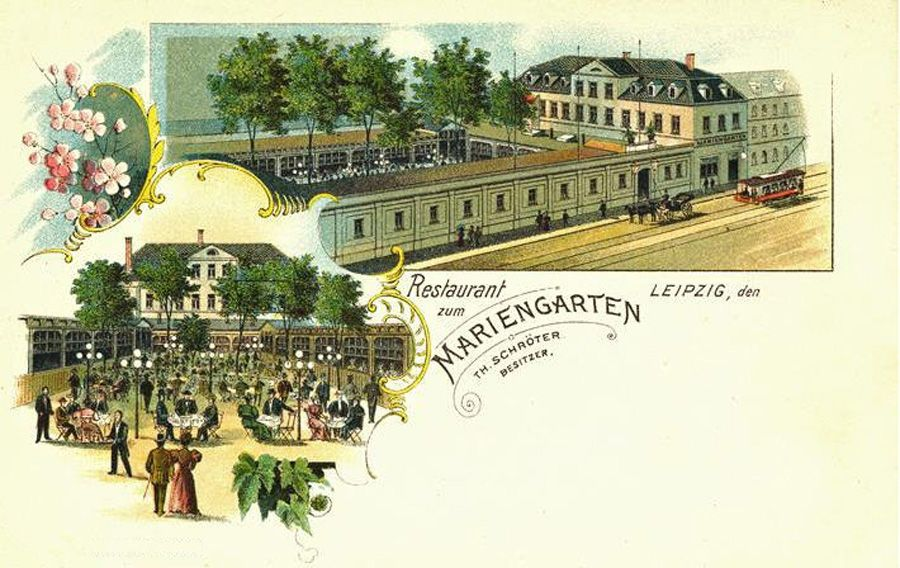
Restaurant Zum Mariengarten in Leipzig (um 1905)

Die Gründungsversammlung des Deutschen Fußball-Bunds fand als „I. Allgemeiner Deutscher Fußballtag“ am 28. Januar 1900 im Leipziger Restaurant Zum Mariengarten statt. Ziel dieser Veranstaltung war es, eine Dachorganisation für die bis dahin entstandenen Fußballverbände und -vereine in Deutschland zu schaffen, um für ein einheitliches Regelwerk und die Durchführung nationaler Meisterschaften sowie internationaler Begegnungen zu sorgen. Sie führte zur Gründung des heute weltweit größten Einzelsportverbandes, des Deutschen Fußball-Bunds (DFB).

## Geschichtlicher Hintergrund und Vorgeschichte

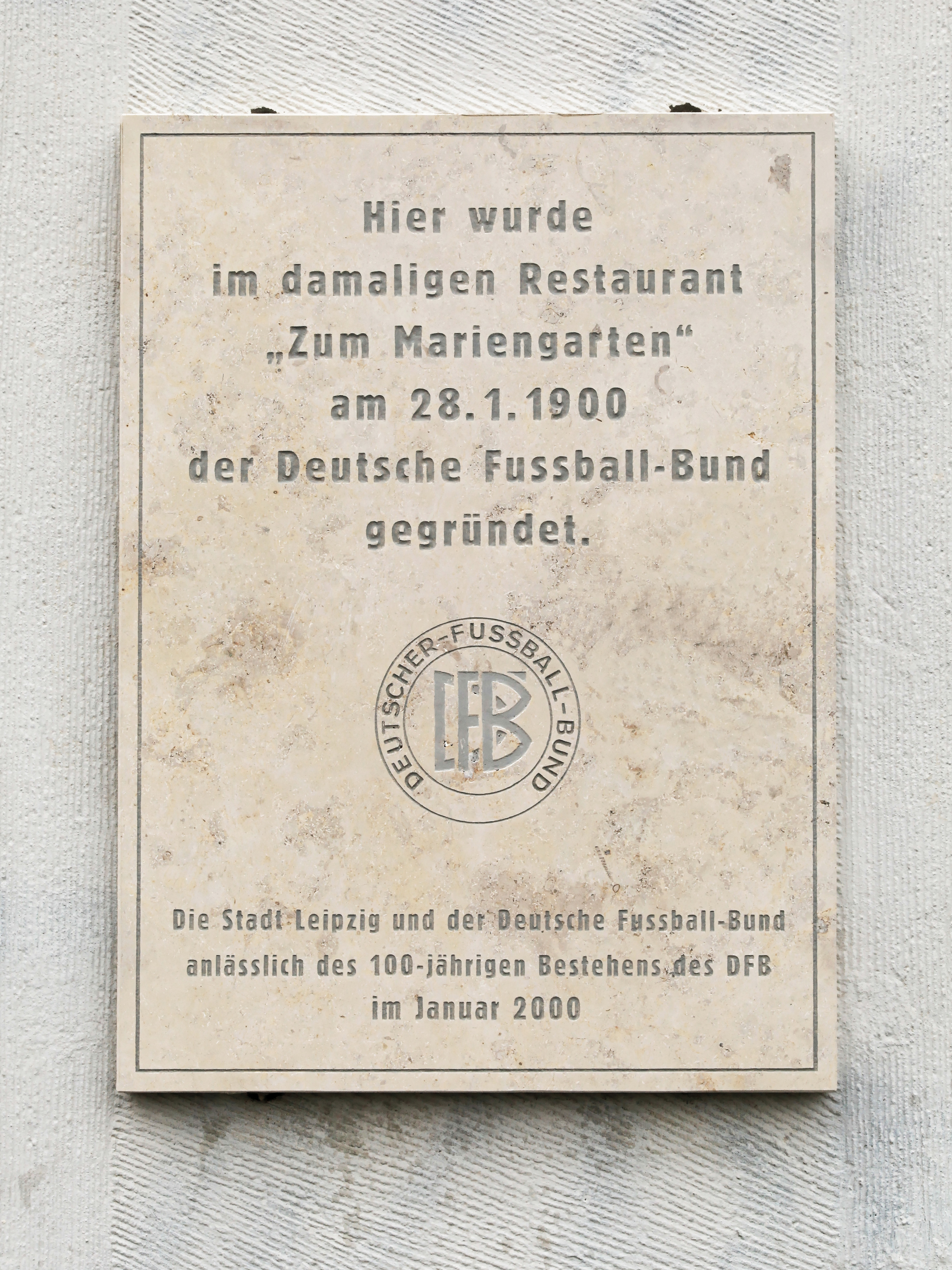
Erinnerungstafel an die Gründung des DFB

Der Fußball in Deutschland wurde Ende der 1880er-Jahre allmählich populär und verbreitete sich bis zum Ende des 19. Jahrhunderts in verschiedenen Städten des deutschen Kaiserreichs. Zu ersten Gründungen von Verbänden kam es zunächst vor allem in Berlin und bald wurden auch Rufe nach einer reichsweiten Organisation von Fußball-Wettkämpfen laut. Der anfängliche Alleinvertretungsanspruch der Berliner Verbände Bund Deutscher Fußballspieler (1890), Deutscher Fußball- und Cricket Bund (1891) und dem Verband Deutscher Ballspielvereine (1897) stieß jedoch vor allem im Süden Deutschlands auf Widerstand, so dass bis Ende des 19. Jahrhunderts aufgrund der Rivalitäten weder reichsweite Meisterschaften noch offizielle internationale Vergleiche organisiert werden konnten. Ebenfalls fehlte es zu dieser Zeit an einheitlichen Regeln sowie einer entsprechenden Ausbildung von Schiedsrichtern. Die Einsicht, dass es eines reichsweiten Dachverbands bedürfe, war zwar vorhanden, verschiedene Anläufe und Aufrufe zur Gründung einer solchen Organisation waren bis zur Jahrhundertwende jedoch fehlgeschlagen.
Am Rande des „Allgemeinen Deutschen Sportfestes“, das im Juli 1899 in Leipzig stattfand, fanden sich einige Vertreter des Verbands Leipziger Ballspiel-Vereine sowie auswärtige Besucher zu einer kurzen Besprechung zusammen. Thema war die Ausrichtung eines „allgemeinen deutschen Fußballtages“, auf dem die Gründung eines deutschen Fußballverbands beschlossen werden sollte. Dieser sollte bereits im September in Leipzig stattfinden, die Veranstaltung kam jedoch nicht zustande. Nachdem es durch die im November 1899 in Berlin und Karlsruhe ausgetragenen Spiele (drei der später so genannten Ur-Länderspiele) deutscher gegen englische Auswahlmannschaften erneut zum Streit um die Zuständigkeiten und Kompetenzen für die Ausrichtung internationaler Begegnungen gekommen war, ergriff der Vorsitzende des Leipziger Fußballverbandes, Johannes Kirmse, die Initiative und veröffentlichte in den Deutschen Sportnachrichten am 4. Januar 1900 folgende Bekanntmachung:
„Den uns aus allen Teilen Deutschlands zugegangenen Zustimmungen und Wünschen Rechnung tragend, haben wir beschlossen, den I. Allgemeinen Deutschen Fußballtag für Sonnabend, 27., und Sonntag, 28. Januar, nach Leipzig, Mariengarten, Carlstraße, einzuberufen. Tagesordnung: Ob und wie ist eine Einigung sämtlicher Fußballvereine Deutschlands möglich? Jeder deutsche Fußball-Club bzw. Verband ist stimmberechtigt. Jeder Verband hat soviel Stimmen als Mitglieder.
Der Ausschuß zur Einberufung des ersten allgemeinen deutschen Fußballtages zu Leipzig.
Gez. J. E. Kirmse, Vorsitzender.“
Am 22. Januar wurde der genaue Ablauf wie folgt bekannt gegeben: Die III. Wahlversammlung der Deutschen Sportbehörde für Athletik erfolgt am 27. Januar Abends und der Erste Allgemeine Deutsche Fußballtag am Tag darauf.

## Der „Erste Allgemeine Deutsche Fußballtag“

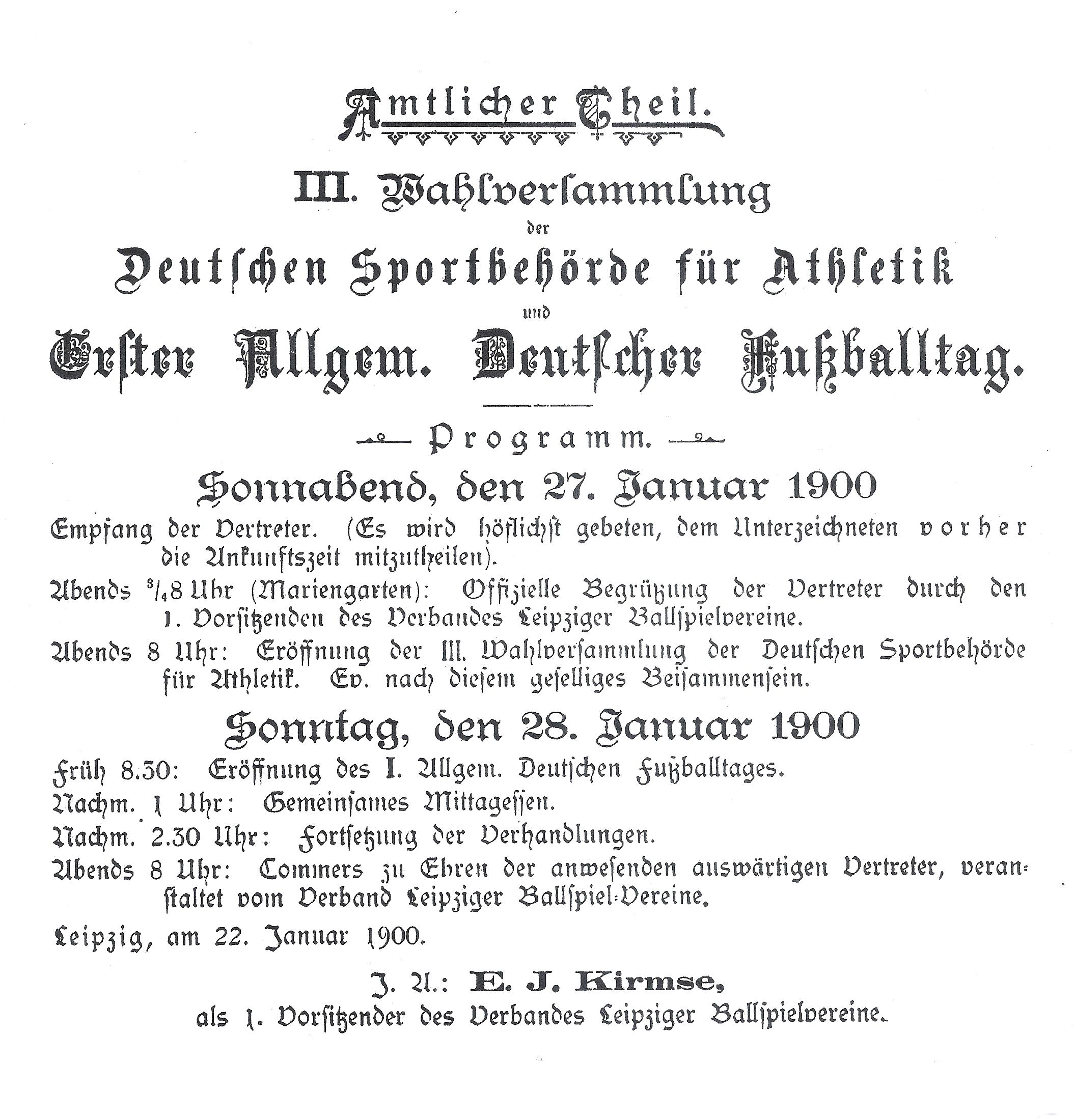
Programm des Ersten Allgemeinen Deutschen Fußballtags

Am 28. Januar um 10 Uhr 40 eröffnete Johannes Kirmse als Gastgeber und Vorsitzender den „Ersten Allgemeinen Deutschen Fußballtag“. Die 36 Teilnehmer setzten sich überwiegend aus der ersten Spielergeneration zusammen, die als Gymnasiasten oder Studenten in den 1890er Jahren mit dem Fußball Bekanntschaft gemacht hatten und die zu diesem Zeitpunkt etwa zwischen 25 und 30 Jahren alt waren; mit 47 Jahren war Ferdinand Hueppe vom DFC Prag der Älteste unter ihnen. Sie vertraten auf dieser Tagung insgesamt 86 Vereine. Zu den vertretenen Vereinen zählten auch zwei deutsche Klubs aus Prag (DFC und Germania), das seinerzeit zu Österreich-Ungarn gehörte. Dieser Umstand führte auf Antrag des Verbands Deutscher Ballspielvereine (VDB) zu einer ersten Kontroverse, in der es darum ging, ob nur reichsdeutsche Vereine und Verbände zugelassen werden sollten; letztlich befürwortete die Mehrheit aber mit 69 gegen 16 Stimmen (bei einer Enthaltung) die Teilnahme aller Vereine.
Der einzige Tagesordnungspunkt war anschließend: „Ob und wie ist eine Einigung sämtlicher deutscher Fußball-Verbände und -Vereine möglich?“ und zur Lösung dieser Frage stünden nach Meinung der Initiatoren folgende Punkte im Vordergrund:
- Die Einsetzung einer Kommission, die die Gründung eines allgemeinen Fußballbundes vorbereiten solle.
- Die Festsetzung allgemeiner deutscher Fußballregeln.
- Die Ausmerzung englischer Spielausdrücke.
- Die Ernennung eines obersten Schiedsgerichts für Streitfragen.
- Die Organisation des nächsten Fußballtages.

Zahlreiche Anwesende wollten jedoch einen Verband noch an diesem Tag gegründet sehen, so dass um diese Frage eine heftige Diskussion entbrannte. Während etwa der Hamburger Vertreter Walter Sommermeier den richtigen Augenblick für die Gründung gekommen sah, hielt Fritz Boxhammer, Vorsitzender des VDB und damit Vertreter zahlreicher Berliner Vereine, eine solche für verfrüht und kündigte an, dass die von ihm vertretenen Vereine die Beschlüsse des ersten allgemeinen deutschen Fußballtages nicht ohne weiteres als für verbindlich ansehen würden. Er erwarte als positives Resultat des Fußballtages zunächst nur die Festlegung einheitlicher Spielregeln. Selbst Walther Bensemann, der eher für sein forsches Vorgehen denn für Zurückhaltung bekannt war, war der Meinung, Voraussetzung für die Gründung eines Verbands seien einheitliche Spiel- und Schiedsrichterregeln sowie die Stärkung der lokalen Verbände. Johannes Kirmse regte erneut die Einrichtung einer Kommission an, die eine Gründung vorbereiten solle. Wie schon bei früheren Anläufen schien eine reichsweite Verbandsgründung damit auf unbestimmte Zeit verschoben zu sein.
Nachdem Gustav Manning jedoch noch einmal auf die Intention des Fußballtags, „endgültig zu handeln“, hingewiesen und Walter Sommermeier mit der Erinnerung an die Reichsgründung 1870/71 an den Patriotismus der Delegierten appelliert hatte, wurde kurz vor der Mittagspause folgender Antrag gestellt: „Unterzeichnete beantragen die Gründung eines allgemeinen deutschen Fußballverbandes durch die heutige Versammlung. Fred Manning, Sommermeier, Hueppe, Wamser.“ Das Abstimmungsergebnis lautete 64 gegen 22 Stimmen für die sofortige Gründung des Verbands. Johannes Kirmse teilte daraufhin „unter donnerndem Beifall“ mit, dass sich der Deutsche Fußballverband konstituiert habe.
Demmler (Berlin) wünschte sich, das Cricketspiel soll im Namen des neuen Verbands berücksichtigt werden. Brandeis (Prag) schlägt den Namen Allgemeiner Deutscher Fußball-Bund vor. Letztendlich wird auf Vorschlag von Bensemann (Karlsruhe/Mannheim) der Name Deutscher Fußball-Bund angenommen.
Die Rechtmäßigkeit dieser Ad-hoc-Gründung des Bundes war jedoch umstritten, zumal nicht alle anwesenden Personen sich für befugt hielten, diese weitreichende Entscheidung für die Vereine, deren Stimmrechte sie wahrzunehmen hatten, zu treffen. Boxhammer legte gemeinsam mit weiteren Gegnern der Gründung nach der Mittagspause Protest ein, und Kurt Doerry brachte mit der Frage, wer jetzt gerade tage, der Deutsche Fußball-Bund oder der deutsche Fußballtag, die Situation auf den Punkt. Durch die Beitrittserklärung der Vertreter von 60 Vereinen zum neuen Verband wurden der Proteste zum Trotz bereits Fakten geschaffen.
Abschließend wurde folgender Elferausschuss gewählt: Ferdinand Hueppe (Prag), Franz Behr (Hamburg), Ferdinand Wilhelm Fricke (Hannover), Albrecht (Magdeburg), Thomas (Dresden), Johannes Kirmse (Leipzig), Gustav Manning (Straßburg), Hermann Stasny (Frankfurt), Werkmüller (Berlin), Büttner I (Leipzig). Ein Platz blieb vakant und wurde für den VDB reserviert, mit dessen kurzfristigen Beitritt gerechnet wurde. Zum Vorsitzenden wurde Hueppe (Prag) gewählt.

## Gründungsvereine des Deutschen Fußball-Bundes
Auf der Gründungsversammlung waren die in der untenstehenden Tabelle aufgeführten 86 Vereine vertreten. 53 davon erklärten sofort ihren Beitritt, weitere sieben unter Vorbehalt. Diese 60 Vereine gelten als Gründungsmitglieder (in der Tabelle fett hervorgehoben).
Dem DFB traten sofort bei: Die Mitgliedsvereine des Hamburg-Altonaer Fußball-Bundes (8), des Süddeutschen Verbands (7 bzw. 8 mit dem Freiburger FC), des Berliner Deutschen Fußball- und Cricket Bundes (4) und die Vereine des gastgebenden Leipziger Verbands (5), die jedoch jeder für sich auftraten, sowie 29 Einzelvereine, darunter der Freiburger FC. Da dieser nicht doppelt gezählt werden kann, ergeben sich in der Summe 53 sofortige Beitritte. Sechs Vereine aus Frankfurt am Main und Hanau, sowie Germania 88 (Berlin) traten unter Vorbehalt bei.
Die Vereine des Bremer Verbandes (7) bleiben vorerst außerhalb, da deren Vertreter Sommermeier glaubte, von diesen kein so weit reichendes Mandat zu haben. Elf Vereine des Berliner VDB traten erst am 17. Juni desselben Jahres bei, auch die sechs von Bensemann vertretenen Mannheimer und Karlsruher Clubs sowie zwei weitere Berliner Einzelvereine (Favorit und Fortuna) folgten ebenfalls später.
| 1                 | Altonaer FC von 1893                 | Altona            | HAFB  | Walter Sommermeier |
| 2                 | FC Eintracht Altona                  | Altona            | HAFB  | Walter Sommermeier |
| 3                 | Ascherslebener SC 1898               | Aschersleben      | –     | Gustav Oehmichen   |
| 4                 | BFC vom Jahre 1893                   | Berlin            | DFuCB | Müller             |
| 5                 | Akademischer SC 1893 Berlin          | Berlin            | VDB   | Fritz Boxhammer    |
| 6                 | BTuFC Alemannia 90                   | Berlin            | DFuCB | Müller             |
| 7                 | BTuFC Britannia 1892                 | Berlin            | VDB   | Fritz Boxhammer    |
| 8                 | BFC Burgund 1896                     | Berlin            | VDB   | Fritz Boxhammer    |
| 9                 | BFC Columbia 1896                    | Berlin            | –     | Knappe             |
| 10                | BFC Concordia 1895                   | Berlin            | VDB   | Fritz Boxhammer    |
| 11                | BFuCC Deutschland                    | Berlin            | –     | Aßmus              |
| 12                | BSC Favorit 1896                     | Berlin            | –     | Herder             |
| 13                | BFC Fortuna 1894                     | Berlin            | –     | Carl Perls         |
| 14                | BFC Frankfurt 1885                   | Berlin            | –     | Markhardt          |
| 15                | BFC Germania 1888                    | Berlin            | –     | Georg Demmler      |
| 16                | BFC Hertha 1892                      | Berlin            | DFuCB | Müller             |
| 17                | SC Komet Berlin                      | Berlin            | –     | Förster            |
| 18                | BFC Phönix                           | Berlin            | VDB   | Fritz Boxhammer    |
| 19                | BFC Preussen 1894                    | Berlin            | –     | Albert Werkmüller  |
| 20                | BFuCC Rapide 1893                    | Berlin            | VDB   | Fritz Boxhammer    |
| 21                | BFC Stern 1889                       | Berlin            | VDB   | Fritz Boxhammer    |
| 22                | BFC Tasmania 1890                    | Berlin            | VDB   | Fritz Boxhammer    |
| 23                | BTuFC Toscana                        | Berlin            | VDB   | Richard Schröder   |
| 24                | BTuFC Union 1892                     | Berlin            | VDB   | Fritz Boxhammer    |
| 25                | BTuFC Viktoria 89                    | Berlin            | VDB   | Fritz Boxhammer    |
| 26                | BFC Vorwärts 1890                    | Berlin            | DFuCB | Müller             |
| 27                | FC Brunsviga 1896 Braunschweig       | Braunschweig      | –     | Karl Stansch       |
| 28                | FuCC Eintracht 1895 Braunschweig     | Braunschweig      | –     | Karl Stansch       |
| 29                | FC Germania Braunschweig             | Braunschweig      | –     | Karl Stansch       |
| 30                | ASC 1898 Bremen                      | Bremen            | VBFV  | Walter Sommermeier |
| 31                | SC Germania 1899 Bremen              | Bremen            | VBFV  | Walter Sommermeier |
| 32                | SC Hansa 1898 Bremen                 | Bremen            | VBFV  | Walter Sommermeier |
| 33                | Bremer SC 1891                       | Bremen            | VBFV  | Walter Sommermeier |
| 34                | KSV Simson Bremen                    | Bremen            | VBFV  | Walter Sommermeier |
| 35                | Club SuS 1896 Bremen                 | Bremen            | VBFV  | Walter Sommermeier |
| 36                | FV Werder 1899 Bremen                | Bremen            | VBFV  | Walter Sommermeier |
| 37                | SV Blitz 1897 Breslau                | Breslau           | –     | Aßmus              |
| 38                | Akademischer BC 1897 Charlottenburg  | Charlottenburg    | VDB   | Fritz Boxhammer    |
| 39                | Britannia Chemnitz                   | Chemnitz          | –     | Udo Steinberg      |
| 40                | Dresdner FC 1893                     | Dresden           | –     | Thomas             |
| 41                | Dresdner SC 1898                     | Dresden           | –     | Kühnel             |
| 42                | SC Erfurt 1895                       | Erfurt            | –     | Beyer              |
| 43                | 1. Bockenheimer FC 1899              | Frankfurt am Main | –     | Albert Wamser      |
| 44                | FC Frankfurt 1880                    | Frankfurt am Main | -     | Albert Wamser      |
| 45                | Frankfurter FC 1899                  | Frankfurt am Main | –     | Albert Wamser      |
| 46                | Frankfurter FC Germania 1894         | Frankfurt am Main | VSFV  | Gustav Manning     |
| 47                | Frankfurter FC Victoria 1899         | Frankfurt am Main | –     | Albert Wamser      |
| 48                | Freiburger FC 1897                   | Freiburg          | –     | Ernst Schottelius  |
| 49                | Sport-Excelsior Friedenau            | Friedenau         | –     | Kurt Doerry        |
| 50                | FC Association 1893 Hamburg          | Hamburg           | HAFB  | Walter Sommermeier |
| 51                | Hamburger FC 1888                    | Hamburg           | HAFB  | Walter Sommermeier |
| 52                | SC Germania 1887                     | Hamburg           | HAFB  | Walter Sommermeier |
| 53                | FC Hammonia 1896 Hamburg             | Hamburg           | HAFB  | Walter Sommermeier |
| 54                | St. Georger FC 1895                  | Hamburg           | HAFB  | Walter Sommermeier |
| 55                | FC Victoria 1895                     | Hamburg           | HAFB  | Walter Sommermeier |
| 56                | 1. Hanauer FC 1893                   | Hanau             | VSFV  | Gustav Manning     |
| 57                | Hanauer FG 1899                      | Hanau             | –     | Albert Wamser      |
| 58                | FC Viktoria 1894 Hanau               | Hanau             | –     | Albert Wamser      |
| 59                | Deutscher FV 1878 Hannover           | Hannover          | –     | Hermann Raydt      |
| 60                | Karlsruher FV 1891                   | Karlsruhe         | VSFV  | Gustav Manning     |
| 61                | FC Phönix 1894 Karlsruhe             | Karlsruhe         | –     | Walther Bensemann  |
| 62                | Karlsruher FC Südstadt               | Karlsruhe         | –     | Walther Bensemann  |
| 63                | Leipziger BC 1893                    | Leipzig           | –     | Oskar Büttner      |
| 64                | FC Lipsia 1893 Leipzig               | Leipzig           | –     | Paul Schröter      |
| 65                | BV Olympia 1896 Leipzig              | Leipzig           | –     | Gustav Oehmichen   |
| 66                | VfB Sportbrüder 1893 Leipzig         | Leipzig           | –     | Johannes Kirmse    |
| 67                | FC Wacker 1895 Leipzig               | Leipzig           | –     | Georg Schacht      |
| 68                | Magdeburger FC Viktoria 1896         | Magdeburg         | –     | Eberl              |
| 69                | FuCC Cricket-Viktoria 1897 Magdeburg | Magdeburg         | –     | Müller             |
| 70                | Mannheimer FG 1896                   | Mannheim          | VSFV  | Gustav Manning     |
| 71                | Mannheimer FV 1898                   | Mannheim          | MFB   | Walther Bensemann  |
| 72                | Mannheimer FG Germania 1897          | Mannheim          | MFB   | Walther Bensemann  |
| 73                | Mannheimer FG Union 1897             | Mannheim          | MFB   | Walther Bensemann  |
| 74                | Mannheimer FC Viktoria 1897          | Mannheim          | MFB   | Walther Bensemann  |
| 75                | Mittweidaer BC 1896                  | Mittweida         | –     | Udo Steinberg      |
| 76                | FC Germania 1899 Mühlhausen          | Mühlhausen        | –     | Beyer              |
| 77                | 1. Münchner FC 1896                  | München           | –     | Büttner            |
| 78                | FC Bavaria 1899 München              | München           | –     | Büttner            |
| 79                | FC Nordstern 1896 München            | München           | –     | Büttner            |
| 80                | SC Naumburg                          | Naumburg          | –     | Beyer              |
| 81                | VfB 1893 Pankow                      | Pankow            | –     | Fred Manning       |
| 82                | 1. FC 1896 Pforzheim                 | Pforzheim         | VSFV  | Gustav Manning     |
| 83                | Pforzheimer FC Frankonia             | Pforzheim         | VSFV  | Gustav Manning     |
| 84                | Deutscher FC 1896 Prag               | Prag              | –     | Ferdinand Hueppe   |
| 85                | Deutscher FC Germania 1898 Prag      | Prag              | –     | Heinrich Nonner    |
| 86                | Straßburger FV 1893                  | Straßburg         | VSFV  | Gustav Manning     |
| 1. 2. 3. 4. 5. 6. |                                      |                   |       |                    |

## Nach der Gründung

Das erste Emblem des DFB

Trotz der Meinungsverschiedenheiten unter den Teilnehmern und den organisatorischen und formalen Unzulänglichkeiten erwies sich die Leipziger Gründungsversammlung als die erhoffte Initialzündung für den Fußball in Deutschland. Noch im Jahr 1900 fanden mit dem zweiten (in Erfurt) und dritten Bundestag (in Frankfurt am Main) zwei weitere Versammlungen statt. Auf ihnen wurden verbindliche Fußballregeln festgelegt und Ferdinand Hueppe zum ersten Vorsitzenden des DFB gewählt. Zum Zeitpunkt des dritten Bundestages im Oktober 1900 gehörten dem DFB 91 Vereine an.
Aufnahme Neumitglieder: Verband Magdeburger Ballspiel-Vereine, Darmstädter FC, FV Stuttgart, FC Bayern München (alle 2. Juni), Verband Deutscher Ballspielvereine (17. Juni), Verband Hannoverscher Ballspiel-Vereine, Casseler FC Sport 1899 (beide 6. Oktober).
Weitere überregionale Fußballverbände – Anfang des Jahres 1900 existierten mit dem Verband Süddeutscher Fußball-Vereine und dem Rheinischen Spiel-Verband lediglich zwei deutlich über Stadtgebiete hinaus tätige Organisationen – wurden gegründet. So wurde an gleicher Stelle in Leipzig im Dezember 1900 der Verband Mitteldeutscher Ballspiel-Vereine aus der Taufe gehoben, und im Sommer 1901 versuchte Richard Schröder, Teilnehmer der DFB-Gründungsversammlung, mit der Gründung der Freien Berliner Fußballvereinigung die Streitigkeiten der lokal konkurrierenden Berliner Verbände und Vereine aufzuheben und Vereine aus der Mark Brandenburg mit einzubeziehen.
Die vom DFB angestrebte Ausrichtung einer deutschen Fußballmeisterschaft scheiterte zunächst noch an den Regionalverbänden, die zum Teil älter und nur bedingt bereit waren, ihre Macht mit dem jüngeren Bundesverband zu teilen. Erst gut drei Jahre nach der Gründung des DFB kam die erste Meisterschaftsrunde zustande, sie wurde 1902/03 ausgespielt.
Nach dem Beitritt zur FIFA 1904 musste der DFB auf deren Druck die an seiner Gründung beteiligten Prager Vereine, von denen einer sogar an der ersten Deutschen Meisterschaft teilgenommen hatte, aus dem Verband ausschließen. Daraufhin trat Ferdinand Hueppe vom DFC Prag von seinem Amt zurück und wurde von Friedrich Wilhelm Nohe abgelöst. Das erste vom DFB ausgerichtete Länderspiel fand erst 1908 statt.